# Hessische/Niedersächsische Allgemeine

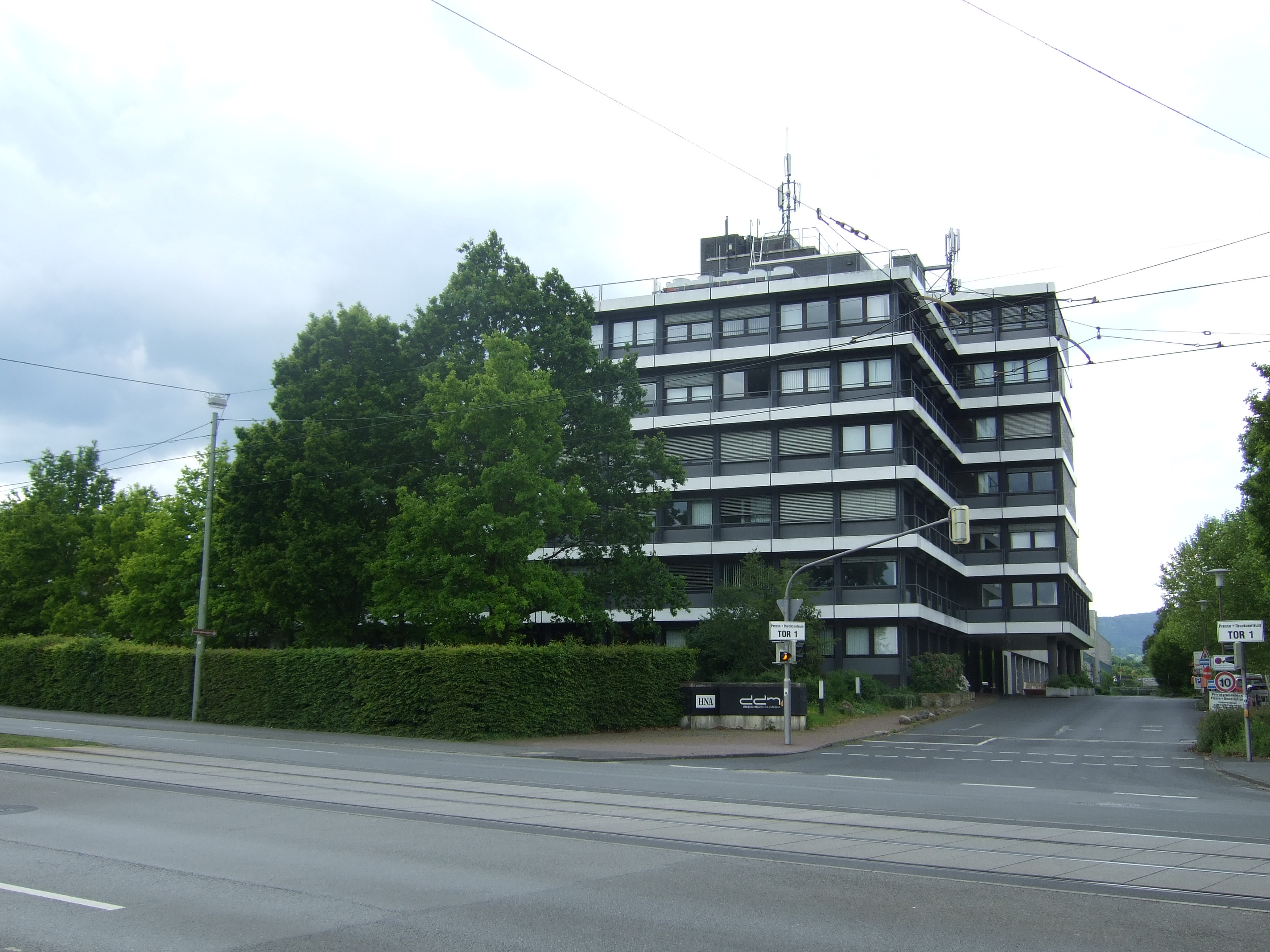
Verlagshaus Dierichs in Kassel, Frankfurter Straße

Die Hessische/Niedersächsische Allgemeine (HNA) ist eine von Montag bis Samstag erscheinende Tageszeitung für den Bereich Nordhessen und Südniedersachsen. Der Verlag Dierichs gibt die HNA heraus. Die verkaufte Auflage beträgt 136.416 Exemplare, ein Minus von 42 Prozent seit 1998. Die HNA hieß bis 1975 Hessische Allgemeine und war 1959 aus der Fusion der Hessischen Nachrichten und der Kasseler Zeitung entstanden. Druckort ist Kassel.

## Geschichte

### Hessische Nachrichten
Am 26. September 1945 erschienen erstmals die Hessischen Nachrichten in Kassel. Die Herausgeber Wolfgang Bartels (SPD), Fritz Schmidt (KPD), August Heinrich Berning, Gustav Römer (LDP-nah) und Wolfgang Poeschl (CDU-nah) hatten von der amerikanischen Militärregierung eine Lizenz erhalten, die dritte Zeitung in Hessen (nach der Frankfurter Rundschau und der Marburger Presse) herauszugeben. Aus Papiermangel erschien die Zeitung zunächst nur mittwochs und samstags und kostete im Monat 1,85 Reichsmark. Seit dem 7. November 1945 erschien eine Stadtausgabe für Kassel und eine Landesausgabe. Diese Aufteilung wurde kurz darauf zugunsten von Lokalausgaben aufgegeben. Im Landkreis Hünfeld erschienen seit dem 23. Januar 1946 der Werrabote und im Landkreis Hersfeld seit dem 23. März 1946 die Hersfelder Rundschau. Entsprechend stieg die Papierzuteilung und die Auflage stieg Anfang Februar 1946 auf 90.000 Exemplare. Auch erschien die Zeitung ab April 1946 an drei Tagen in der Woche.
Im Sommer 1946 setzte die Zeitung ihre Expansion über Lokalausgaben fort. Am 7. Juni 1946 wurde aus der Hersfelder Rundschau der Fuldabote, welcher die Kreise Hersfeld, Rotenburg und Melsungen abdeckte. Das Schwälmer Echo war die neue Lokalausgabe der Landkreise Ziegenhain und Fritzlar-Homberg und der Nordhessische Spiegel die für die Kreise Hofgeismar und Wolfhagen.
Seit dem 1. August 1948 erschien die Zeitung an vier Tagen der Woche, seit dem 1. September 1948, bei einer Auflage von 130.000 Exemplaren, täglich. Die monatlichen Kosten betrugen 2,95 DM. Neben der Kasseler Ausgabe und der Zonenausgabe erschienen sechs Lokalausgaben: Der Werrabote, der Fuldabote, der Ederbote, der Nordhessische Spiegel, das Schwälmer Echo und das Heimatecho.

### Kasseler Zeitung
Am 29. November 1946 erschien die zweite Kasseler Lizenzzeitung, die Kasseler Zeitung, erstmals und machte den Hessischen Nachrichten Konkurrenz. Sie erschien zunächst montags, mittwochs und freitags.

### Weitere Geschichte
Mit der Übernahme der Göttinger Presse, Northeimer Neueste Nachrichten, Mündener Presse, Harzer-Tageblatt, Sollinger Allgemeine und der Osteroder Presse von der Hannoverschen Presse 1971 vergrößerte der Verlag sein Verbreitungsgebiet stark nach Südniedersachsen. In der Folge wuchs dadurch der Anteil der Leser aus Südniedersachsen, so dass die Hessischen Nachrichten am 2. Januar 1974 in Hessische/Niedersächsische Allgemeine (HNA) umbenannt wurde. Beim Verkauf der Hannoverschen Presse an die Verlagsgesellschaft Madsack Ende 1974 übernahm die Hessische Allgemeine deren südhannoversche Ausgaben: Neben der Göttinger Allgemeinen, die später eingestellt wurde, gelangten die Sollinger Allgemeinen, die Duderstädter Südhannoversche Volkszeitung und die Mündener Nachrichten zum Verlagshaus Dierichs.
Zur Verbreiterung der redaktionellen Basis lieferte die HNA den Mantelteil für den ökonomisch selbständigen Harz Kurier des expansiven Druckhauses Jungfer in Herzberg.
Nach der Wende versuchte sich die HNA nach Thüringen auszudehnen und gründete die Mitteldeutsche Allgemeine mit Lokalausgaben im Eichsfeld, die aber später an die Thüringische Landeszeitung veräußert wurden. Im Ergebnis zahlreicher Transaktionen gibt es den Kopftitel Eichsfelder Tageblatt in identischer Typographie doppelt: als Kopfblatt des Göttinger Tageblatts für den Altkreis Duderstadt und als Kopfblatt der Thüringischen Landeszeitung für den benachbarten Landkreis Eichsfeld (Heiligenstadt). In der Folge der Übernahme der Braunschweiger Zeitung und des Harz Kuriers durch die WAZ-Mediengruppe übernahm das inzwischen in Osterode ansässige Blatt den Mantelteil der Braunschweiger Zeitung.
Eng verbunden war die HNA mit der 1976 vom damaligen Herausgeber und Verleger Paul Dierichs (1901–1996) gegründeten und nach ihm benannten Paul-Dierichs-Stiftung, die das gesellschaftliche Zusammenleben im Verbreitungsgebiet der Zeitung förderte. Nach dem Generationswechsel in der Verlagsleitung setzte Rainer Dierichs (1939–2007) auch das Stiftungswerk seines Vaters fort, bis die Stiftung nach dem Verkauf des Verlags dann 2003 aufgelöst wurde. Von der Stiftung wurden insgesamt mehr als 300 Initiativen von Bürgerinnen und Bürgern für ihr vorbildliches Engagement mit dem Paul-Dierichs-Preis ausgezeichnet, was von der HNA jeweils durch umfangreiche Berichterstattungen begleitet wurde.

## Verkauf und aktuelle Entwicklung
Im Jahre 2002 wurde die HNA an die in München ansässige Ippen-Gruppe (u. a. Herausgeber des Münchner Merkur) verkauft. Seitdem hat sich das Erscheinungsbild der Zeitung stark gewandelt. So wird der Lokalberichterstattung wesentlich mehr Platz eingeräumt als zuvor. Insbesondere im Ressort Politik bedient sich die HNA weniger bei Agenturen, sondern setzt verstärkt auf eigene Hintergrundartikel. Im Sommer 2009 stellte die HNA ihre Blattstruktur um und den Lokalteil nach vorne. Die ersten beiden Bücher füllt das Lokale, es folgen Politik/Wirtschaft, Sport und Fernsehen/Kultur.
Seit 1998 hat die HNA eine Online-Ausgabe. Die HNA initiierte in Nordhessen ein Regio-Wiki. Zum Online-Auftritt der HNA gehört der nordhessische Nachrichtenblog „Kassel Live“. Es gab auch ein Online-Magazin für die Region („HNA Sieben“), welches mit einer Paywall versehen war, jedoch wieder eingestellt wurde. Innerhalb der Ippen-Gruppe war „HNA Sieben“ die erste paywallgeschaltete Magazin-Website.
Seit 2012 betrieb die HNA einen eigenen Internetradiosender, der Ende 2016 eingestellt wurde.
Die HNA war 2014 Deutschlands erfolgreichste Zeitung auf YouTube mit 11.721.637 Aufrufen.
Am 26. Februar 2015 gab die Zeitung bekannt, dass ab dem 9. März 2015 ein WhatsApp-Dienst angeboten wird, bei dem den angemeldeten Nutzern täglich bis zu 5 Nachrichten mit den neusten Geschehnissen gesendet werden. Seit Dezember 2019 lässt WhatsApp den Versand von Massen-Nachrichten nicht mehr zu. Daher musste auch die HNA diesen Dienst einstellen.

## Auflage
Die HNA hat wie die meisten deutschen Tageszeitungen in den vergangenen Jahren an Auflage eingebüßt. Die verkaufte Auflage ist in den vergangenen 10 Jahren um durchschnittlich 3 % pro Jahr gesunken. Im vergangenen Jahr hat sie um 4,4 % abgenommen. Sie beträgt gegenwärtig 136.416 Exemplare. Der Anteil der Abonnements an der verkauften Auflage liegt bei 96 Prozent.
| 1998   | 1999   | 2000   | 2001   | 2002   | 2003   | 2004   | 2005   | 2006   | 2007   | 2008   | 2009   | 2010   | 2011   | 2012   | 2013   | 2014   | 2015   | 2016   | 2017   | 2018   | 2019   | 2020   | 2021   | 2022   | 2023   | 2024   |
| ------ | ------ | ------ | ------ | ------ | ------ | ------ | ------ | ------ | ------ | ------ | ------ | ------ | ------ | ------ | ------ | ------ | ------ | ------ | ------ | ------ | ------ | ------ | ------ | ------ | ------ | ------ |
| 235193 | 234111 | 231422 | 229664 | 226966 | 225190 | 220289 | 215910 | 212638 | 208941 | 205922 | 202407 | 200169 | 196370 | 193591 | 188898 | 184527 | 183409 | 179099 | 174031 | 182374 | 176825 | 173680 | 169270 | 149115 | 142636 | 136416 |

## Verbreitung

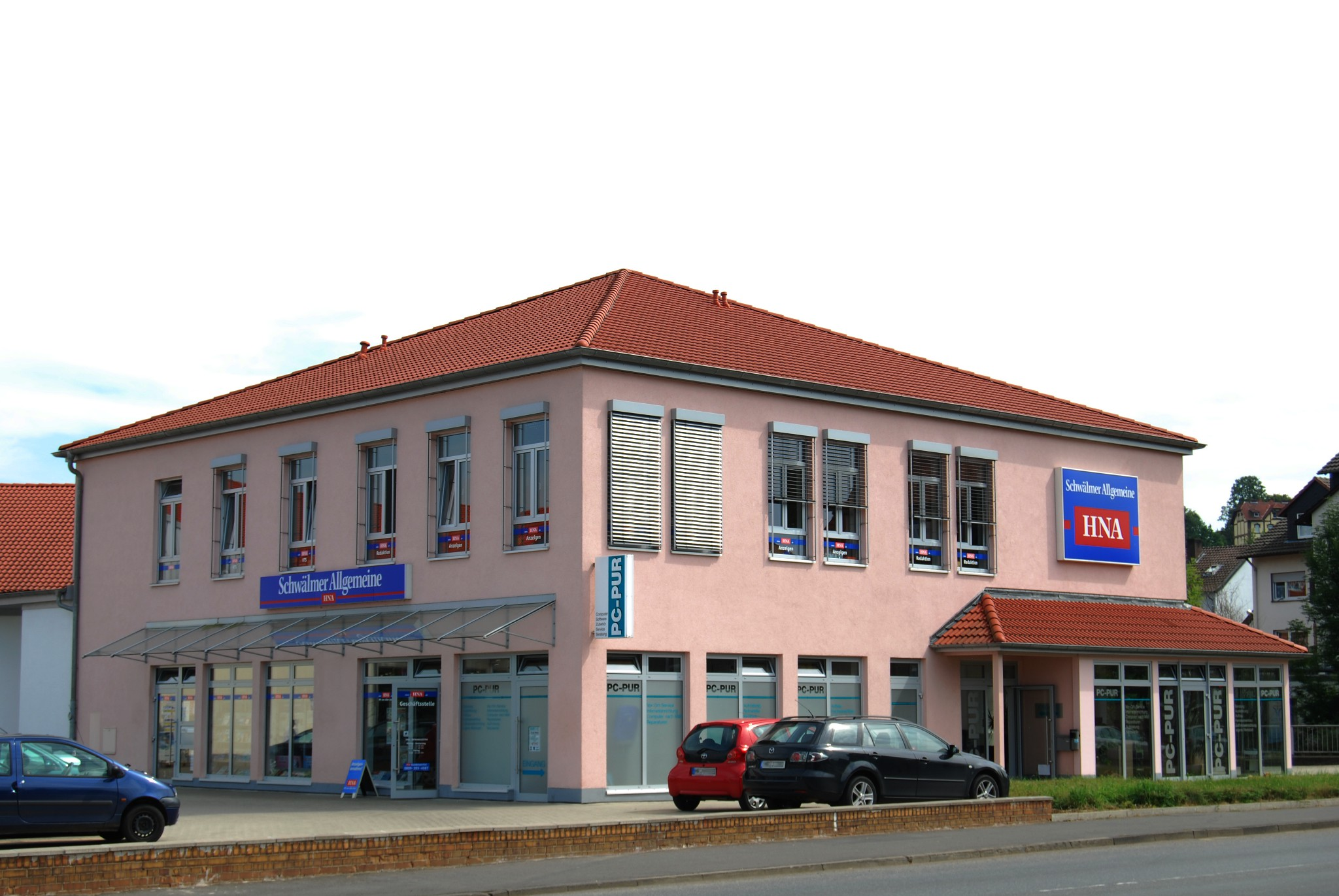
HNA-Geschäftsstelle und Redaktion in Schwalmstadt

Die HNA bedient auch das weitere Umland der Stadt Kassel, genauer gesagt die Kreise Kassel, Waldeck-Frankenberg, Schwalm-Eder, Werra-Meißner sowie Hersfeld-Rotenburg. In Südniedersachsen unterhält die HNA Redaktionen in Göttingen, Hann. Münden, Northeim und im Solling (Uslar). Insgesamt gibt es 16 verschiedene Lokalausgaben der HNA, diese reichen von Northeim im Norden bis Schwalmstadt im Süden.

## Kultur
Die HNA veranstaltet zusammen mit dem Staatstheater Kassel seit 2008 jährlich das Sommernachts‐Open‐Air und betreibt Verkaufsstelle für Eintrittskarten verschiedener kultureller Veranstaltungen im Raum Kassel wie z. B. dem Kulturzelt.

## Kritik
In Nordhessen verfügt diese Zeitung quasi über eine Monopolstellung, da weitere regionale Tageszeitungen fehlen. Lediglich im Landkreis Waldeck-Frankenberg erscheint die Waldeckische Landeszeitung. Im Jahr 2015 hat sich die Waldeckische Landeszeitung, mangels Auflage, allerdings aus dem Südkreis zurückgezogen. Somit verfügt die HNA auch hier über eine Monopolstellung.
Im April 2006 wurde das von der HNA produzierte und auf dem Offenen Kanal Kassel ausgestrahlte Magazin Alszus kritisiert: Die Landesanstalt für privaten Rundfunk sah darin zunächst eine unerlaubte Werbesendung für die Zeitung selbst. Nach der Entfernung des HNA-Logos aus der Sendung sowie der Versicherung, die HNA-Redakteure würden Alszus ausschließlich in ihrer Freizeit gestalten, wurde die weitere Ausstrahlung gestattet.
In die Kritik kam die HNA zudem im Oktober 2007, als bekannt wurde, dass sich der Zeitungsverlag zum 1. Januar 2008 aus der Tarifbindung des Arbeitgeberverbandes der hessischen Zeitungsverleger lösen wollte.